# Trifó d'Alexandria (arquitecte)
Trifó d'Alexandria (en llatí Tryphon, en grec antic Τρύφων) fou un arquitecte grec que va florir en temps de Demetri Poliorcetes. Es va destacar en la defensa d'Apol·lònia inventant un sistema molt enginyós de contramines, segons diu Vitruvi.